# Teoria inatista
Teoria inatista é uma das teorias usadas por professores de surdos no seu desenvolvimento.

## Em que se baseia
A visão inatista defende que os seres humanos nascem programados biologicamente para falar, assim como os pássaros para voar. A linguagem se desenvolve naturalmente nas crianças.
O ambiente contribui com que as pessoas falem uma língua. O resto a criança faz por si só. Para isso, aciona inconscientemente um mecanismo cerebral que, supostamente, contém um conjunto de princípios válidos para todas as línguas humanas.
Os seguintes argumentos são apresentados a favor do inatismo:
- Virtualmente todas as crianças aprendem bem sua língua materna numa idade em que dificilmente seriam capazes de aprender algo tão complicado;
- As crianças aprendem bem sua língua materna, quer num ambiente estimulante e culto, quer num ambiente desumano. As diferenças ficam por conta do vocabulário, criatividade, refinamento dos usos, etc. Mas as estruturas da língua falada serão basicamente as mesmas;
- A linguagem ouvida pelas crianças só consegue exemplificar parte das regras gramaticais que elas acabam dominando;
- As crianças produzem enunciados bem elaborados, mesmo que nenhum adulto lhes aponte os “corretos” e “incorretos”;

Há também os seguintes argumentos contra esta teoria:
- Afirma-se que os seres humanos tendem a agir cooperativamente, e a linguagem é apenas uma das formas convencionais de acção cooperativa. Situados nessa nova perspectiva, os pesquisadores que praticamente se restringiam a estudar a compreensão e a produção da criança, passaram a estudar a também a fala do adulto que interage com ela. Foi a partir desses estudos que se pôde avaliar o papel que o falante mais velho desempenha nessa interacção e o tipo de estímulo linguístico que o participante infantil recebe nessa troca.

Observou-se, então que os adultos modificam sua fala quando se estão dirigindo às crianças. Falam mais devagar, usam tons mais variados, estruturas mais simples, sentenças mais curtas, repetições e paráfrases. Tudo para se adaptarem ao nível da criança.
Fica claro, então, que a criança não adquire uma linguagem simplesmente “ouvindo”. A aquisição é resultado da linguagem numa conversação facilitada. Tal seja, mente e experiência unidas construindo a gramática.